# サー・ガーフィールド・ソバーズ・トロフィー
サー・ガーフィールド・ソバーズ・トロフィー（英: Sir Garfield Sobers Trophy）は、国際クリケット評議会（ICC）が2004年に創設したクリケットの世界年間最優秀選手に贈られる賞である。

## 名称
西インド諸島代表の伝説的選手であったガーフィールド・ソバーズにちなんで名付けられた。

## 歴代受賞者
| 年度 | 受賞者                           | チーム           |
| ---- | -------------------------------- | ---------------- |
| 2004 | ラーフル・ドラヴィド             | インド           |
| 2005 | ジャック・カリス                 | 南アフリカ共和国 |
| 2005 | アンドリュー・フリントフ         | イングランド     |
| 2006 | リッキー・ポンティング           | オーストラリア   |
| 2007 | リッキー・ポンティング           | オーストラリア   |
| 2008 | シブナリーン・チャンダーポール   | 西インド諸島     |
| 2009 | ミッチェル・ジョンソン           | オーストラリア   |
| 2010 | サチン・テンドルカール           | インド           |
| 2011 | ジョナサン・トロット             | イングランド     |
| 2012 | クマール・サンガッカラ           | スリランカ       |
| 2013 | マイケル・クラーク               | オーストラリア   |
| 2014 | ミッチェル・ジョンソン           | オーストラリア   |
| 2015 | スティーブ・スミス               | オーストラリア   |
| 2016 | ラヴィチャンドラン・アシュウィン | インド           |
| 2017 | ヴィラット・コーリ               | インド           |
| 2018 | ヴィラット・コーリ               | インド           |
| 2019 | ベン・ストークス                 | イングランド     |